# 조지 S. 바우트웰
조지 수얼 바우트웰(George Sewall Boutwell, 1818년 1월 28일 ~ 1905년 2월 27일)은 미국의 정치인으로 율리시스 S. 그랜트 대통령 아래 재무 장관 (1869년 ~ 1873년)과 매사추세츠주를 대표하여 20대 주지사 (1851년 ~ 1853년), 연방 하원 (1863년 ~ 1869년), 연방 상원 (1873년 ~ 1877년)을 지냈으며 에이브러햄 링컨 대통령 아래 초대 내부수익국장이었다.
노예제 폐지론자 바우트웰은 공화당의 형성에서 자신의 리더십, 남부의 재건 동안 아프리카계 미국인들의 시민권과 참정권에 관한 자신의 옹호로 주로 알려졌다. 연방 하원으로서 바우트웰은 미국 헌법으로 수정 조항 제13호, 제14호와 제15호의 통과와 구조에서 주요 수단이었다.

## 어린 시절
매사추세츠주 브루클라인에서 태어난 바우트웰은 자신의 가족의 농장집에서 자라와 어린이로서 공립 학교들에 다녔다. 그는 셜리에서 학교 교사, 그리고 그로턴에서 점원과 가게 주인으로 일하였다. 1836년 그는 자신에 의하여 법률을 수학하기 시작하여 법정으로 수용되었으나 많은 세월 동안 활동적으로 들어가지 않았다. 또한 그는 자신이 원하는 대학 교육을 위하여 이루는 데 희망한 것에 의하여 독서 과정을 시작하기도 하였다.

## 정치 경력
민주당원과 마틴 밴 뷰런의 지지자로서 정계에 입문한 바우트웰은 1841년 그로턴의 우체국장으로 임명되었고, 1842년부터 1844년까지, 그리고 1847년부터 1850년까지 매사추세츠주 연방 하원에서 지냈다. 그는 3회의 연방 하원 (1844년, 1846년, 1848년)과 2회의 주지사 (1849년, 1850년)를 위한 비성공적인 출마를 이루었다. 그는 1849년부터 1851년까지 주립 은행 심사위원을 지냈고, 1850년부터 1860년까지 하버드 대학교의 감독이사회의 회원이었으며 2번이나 매사추세츠주지사 (1851년, 1852년)로 선출되어 1851년부터 1853년까지 지냈다. 1853년 그는 매사추세츠주 헌법 제정회의의 일원으로 1854년 공화당을 창립하는 도움을 주었고, 1855년부터 1861년까지 매사추세츠주 교육 위원회의 서기였다.

## 의원 시절
바우트웰은 1861년 금세 일어날 것 같은 남북 전쟁을 방지하는 데 의미들을 유증하는 데 시도한 워싱턴 D. C.에서 열린 평화 회의에 참석하였다. 그는 공화당으로 당의 제휴를 바꾸어 1862년 에이브러햄 링컨 대통령에 의하여 초대 내부수익국장으로 임명되기 전에 동년에 전쟁부에서 군사 위원회에 근무하였다. 그는 자신이 1863년부터 1869년까지 지낸 연방 하원으로 자신의 선출까지 국장을 지냈다. 의원으로서 그는 미국 헌법 수정 제14조를 초안한 남부의 재건에 합동 위원회에 지냈다. 1868년 의원으로서 그는 앤드루 존슨 대통령의 탄핵 재판에서 특별 검사들 중의 하나로 지냈다.

## 재무 장관
바우트웰은 1869년 율리시스 S. 그랜트 대통령으로부터 재무 장관의 임명을 받아들이는 데 연방 하원으로부터 사임하였다. 재무 장관으로서 그의 주요 성취들은 재무부를 재결성하고 개혁하고, 세관에 의한 부기를 향상시키고, 미국 조폐국을 재무부로 통합하고 국채를 줄인 것이었다. 그는 또한 9월 29일의 "불길한 금요일" 위기를 관리하여 재무부의 금화와 함께 시장을 쇄도하여 금의 투기꾼들을 막았다. 재무 장관으로서 그는 과세의 감소를 반대하였고 국채의 큰 축소에 호의를 가졌다. 1870년 의회에서 그의 추천에 국채의 기금을 위하여 마련하고 특정 채권의 판매를 정식으로 허가하나 국채의 증가를 허가하지 않는 법안을 통과시켰다. 바우트웰은 채권 인수 조합의 의미들에 의한 입법을 실시하는 데 시도하였으나 자신이 법률을 위반했던 것으로 기소된 것을 위한 1 퍼센트의 절반 이상을 확장시켰다. 후에 하원 수단 방법 위윈회는 이 혐의에서 그를 면제하였다.

## 미국 상원
1873년 매사추세츠주 연방 상원 헨리 윌슨이 부통령직으로 선출되었을 때 바우트웰은 윌슨의 상원 의석으로 선출되어 재무 장관으로서 사임하였다. 상원에서 그는 44회 의회에서 법률 개정 위원회의 회장을 지냈다. 상원을 떠난 후, 러더퍼드 B. 헤이스 대통령은 1877년 미국의 개정된 법령을 성문화하고 편집하는 데 그를 위원으로 임명하였고, 1880년 프랑스-미국 청구 위원회 앞에서 미국 상담자였다.

## 이후의 세월
바우트웰은 워싱턴 D. C.와 보스턴에서 국제법과 특허법을 실행하였고, 1884년 체스터 A. 아서 대통령으로부터 재무 장관의 임명을 거절하였다.
그는 미국의 필리핀 취득을 반대하였고, 미국 반제국주의 연맹의 회장이 되었으며 1900년 윌리엄 제닝스 브라이언 공천 후보에 대통령 선거인이었다.
그는 교육, 과세와 정치경제학에 관한 몇몇의 책들을 저서하였다. 그의 저서 〈첫 세기의 말기에 미국의 헌법〉은 특히 중요한 것으로 숙고되었다.

## 사망과 유산
1905년 2월 27일 그로턴에서 87세의 나이로 사망하여 그로턴 묘지에 안장되었다. 그가 주지사로 지낸 동안 1851년에 건축된 그로턴의 중심에 그의 저택은 그의 딸 조지나에 의하여 그로턴 역사 사회에게 주어졌다. 그것은 현재 사회의 본부로 역할을 하며 여름에 거버너 조지 S. 바우트웰 하우스로 알려진 박물관으로서 개장되었다.

## 역대 선거 결과
| 선거명        | 직책명                          | 대수 | 정당   | 득표율  | 득표수   | 결과 | 당락                        |
| ------------- | ------------------------------- | ---- | ------ | ------- | -------- | ---- | --------------------------- |
| 1844년 선거   | 하원의원 (매사추세츠 제3선거구) | 29대 | 민주당 | 39.47%  | 4,770표  | 2위  | 낙선                        |
| 1846년 선거   | 하원의원 (매사추세츠 제3선거구) | 30대 | 민주당 | 33.32%  | 3,098표  | 2위  | 낙선                        |
| 1848년 선거   | 하원의원 (매사추세츠 제3선거구) | 31대 | 민주당 | 22.78%  | 2,868표  | 3위  | 낙선                        |
| 1849년 선거   | 매사추세츠 주지사               | 20대 | 민주당 | 27.44%  | 30,040표 | 2위  | 낙선                        |
| 1850년 선거   | 매사추세츠 주지사               | 20대 | 민주당 | 29.68%  | 36,023표 | 1위  | 매사추세츠 주지사 당선      |
| 1851년 선거   | 매사추세츠 주지사               | 20대 | 민주당 | 31.93%  | 43,732표 | 1위  | 매사추세츠 주지사 당선      |
| 1855년 재선거 | 상원의원 (매사추세츠 제1부)     | 33대 | 공화당 | 0.49%   | 2표      | 10위 | 낙선                        |
| 1856년 선거   | 하원의원 (메사추세츠 제8선거구) | 36대 | 무소속 | 2.27%   | 239표    | 4위  | 낙선                        |
| 1862년 선거   | 하원의원 (메사추세츠 제7선거구) | 38대 | 공화당 | 55.17%  | 7,994표  | 1위  | 메사추세츠 주 하원의원 당선 |
| 1864년 선거   | 하원의원 (메사추세츠 제7선거구) | 39대 | 공화당 | 68.99%  | 12,087표 | 1위  | 메사추세츠 주 하원의원 당선 |
| 1866년 선거   | 하원의원 (메사추세츠 제7선거구) | 40대 | 공화당 | 77.34%  | 9,844표  | 1위  | 메사추세츠 주 하원의원 당선 |
| 1868년 선거   | 하원의원 (메사추세츠 제7선거구) | 41대 | 공화당 | 65.38%  | 13,214표 | 1위  | 메사추세츠 주 하원의원 당선 |
| 1873년 선거   | 상원의원 (매사추세츠 제2부)     | 43대 | 공화당 | 100.00% | 1표      | 1위  | 매사추세츠주 상원의원 당선  |